# Megamusonul Pangeei
Megamusonul Pangeei se referă la teoria conform căreia supercontinentul Pangeea a experimentat o inversare sezonieră distinctă a vânturilor, rezultând în tranziții extreme între perioade uscate și umede pe parcursul anului. Pangeea a fost un conglomerat al tuturor maselor terestre continentale globale, existând de la sfârșitul Carboniferului până la mijlocul Jurasicului. Megamusonul s-a intensificat pe măsură ce continentele au continuat să se deplaseze unul spre celălalt, atingându-și forța maximă în Triasic, când suprafața continentală a Pangeei era la apogeu.
Această circulație musonică ar fi condus la apariția unor regiuni extrem de aride în zonele interioare ale continentului, care ar fi fost aproape nelocuibile, cu zile extrem de calde și nopți friguroase. În contrast, coastele au experimentat sezonalitate, alternând între vreme ploioasă în timpul verii și condiții uscate în timpul iernii.

## Caracteristicile circulațiilor musonice
Circulațiile musonice, definite ca o inversare sezonieră a vânturilor, produc schimbări majore în tiparele de precipitații din regiunile afectate. Acestea sunt caracterizate prin două anotimpuri principale: ploios și uscat. Musonii sunt generați de prezența unei mari mase de pământ și a unui corp de apă în apropiere. Cea mai studiată circulație musonică actuală este musonul din Asia de Est.

### Descoperire
Conceptul unei circulații musonice în Pangeea a fost propus pentru prima dată în 1973. Dovezile geologice, inclusiv evaporitele, sugerează existența unor regiuni vaste și aride în apropierea centrului Pangeei, ceea ce sprijină teoria. Interiorul supercontinentului, în special porțiunea estică, ar fi fost extrem de arid, deoarece sistemele de presiune emisferice care controlau circulația ar fi deviat aproape toată umiditatea atmosferică din acea regiune. Dovezi suplimentare ale unui climat musonic au fost obținute prin examinarea depozitelor de cărbune de-a lungul porțiunilor exterioare ale continentului.
Pe măsură ce credibilitatea teoriei megamusonului din Pangeea a început să crească, paleoclimatologii au prevăzut impactul climatologic al circulației pentru a determina dacă observațiile și modelele susțin ipoteza. Consensul general a identificat patru semne principale necesare pentru a valida existența megamusonului:
1. Indicatorii litologici ai sezonalității: Ar trebui să acopere distanțe mari de-a lungul coastelor Pangeei.
2. Dovezi de abatere: Trebuie identificate dovezi care să indice o abatere de la regimurile de circulație zonale.
3. Ariditate în regiunile ecuatoriale: Înregistrările ar trebui să indice că regiunile ecuatoriale ale Pangeei au fost afectate de ariditate persistentă.
4. Modele geologice: Observațiile geologice ar trebui să demonstreze că această circulație a atins apogeul în timpul Triasicului.[3]

### Clima musonică pe Pangeea
În timpul verii din emisfera nordică, când înclinarea axială a Pământului era orientată către Soare, Laurasia ar fi primit cea mai directă radiație solară, generând o zonă vastă de aer cald, ascendent și presiune scăzută deasupra continentului. Modelele climatice sugerează că această depresiune sezonieră era situată la latitudinea de 35°, relativ aproape de Oceanul Tethys. În contrast, în Gondwana, ar fi predominat presiunea ridicată, deoarece pământul primea mai puțină radiație solară, rezultând astfel temperaturi mai scăzute.
Forța gradientului de presiune determină că aerul se deplasează din regiunile cu presiune ridicată către cele cu presiune scăzută. Aceasta ar fi condus fluxul atmosferic din emisfera sudică către Laurasia, trecând peste Oceanul Tethys. Apa din Tethys s-ar fi evaporat în masa de aer, care, odată ajunsă pe coasta Laurasiei, ar fi generat cantități imense de precipitații. Modelele estimează o medie globală a precipitațiilor de aproximativ 1.000 mm pe an, cu regiunile de coastă primind peste 8 mm de ploaie zilnic în timpul sezonului ploios. Pe măsură ce fluxul atmosferic se îndepărta de sistemul de presiune înaltă din Gondwana, vânturile de la suprafață ar fi deviat, provocând condiții senine și foarte uscate în întreaga emisferă sudică.
Mai multe studii sugerează că circulația ar fi fost atât de intensă în timpul Triasicului, încât ar fi fost capabilă să inverseze o parte a fluxului global de vânt predominant estic, astfel încât vânturile vestice să afecteze coasta vestică. Acest fenomen a contribuit la maximizarea convergenței de suprafață și la creșterea sezonalității de-a lungul coastelor vestice ale fiecărui continent.
În timpul iernii din emisfera nordică, când înclinarea Pământului era orientată în direcția opusă Soarelui, circulația se inversa, iar zona de maximă radiație solară se deplasa spre emisfera sudică. Aerul se deplasa din Laurasia (regiune de presiune ridicată) peste Oceanul Tethys către Gondwana (regiune de presiune scăzută). Advecția umezelii spre emisfera sudică ar fi alimentat precipitații abundente de-a lungul coastelor Gondwanei, în timp ce Laurasia ar fi rămas foarte uscată.

## Comparație cu zilele noastre
Există asemănări evidente între factorii care contribuie la musonul din Asia de Est și cei care ar fi influențat clima din Pangeea. Acest lucru susține teoria conform căreia clima Pangeei a fost dominată de musoni și facilitează studiul acesteia, oferind paleoclimatologilor un exemplu contemporan cu care să își compare descoperirile. Se estimează că lățimea Oceanului Tethys a fost aproximativ aceeași cu cea a Oceanului Indian, care este cunoscut pentru capacitatea sa de a furniza umiditate maselor de aer ce se deplasează pe uscat, favorizând un mediu dominat de musoni. Prin urmare, Oceanul Tethys ar fi avut, de asemenea, capacitatea de a contribui la acest fenomen.
Numeroase modele paleoclimatice au încercat să recreeze tiparele climatice de pe Pangeea. Aceste modele au oferit rezultate comparabile cu cele ale musonului din Asia de Est. De exemplu, un model a raportat că diferența de presiune sezonieră (presiunea înaltă din timpul iernii minus presiunea scăzută din timpul verii) deasupra continentului era de 25 milibari, în timp ce presiunea asiatică variază în medie cu 36 milibari pe parcursul anului.
Munții Centrali ai Pangeei ar fi putut juca un rol similar în megamuson, la fel cum Platoul Tibetan joacă un rol în musonul est-asiatic. Simulările modelelor sugerează că, fără prezența acestui lanț muntos, circulația musonică ar fi fost considerabil slăbită. Înălțimile mai mari ar fi putut intensifica circulația atmosferică prin maximizarea încălzirii suprafeței și, ulterior, prin eliberarea căldurii latente în timpul sezonului ploios de vară. Totuși, există încă o incertitudine semnificativă cu privire la amploarea impactului pe care l-ar fi avut acest lanț montan, deoarece altitudinea munților rămâne necunoscută.

## Înregistrarea geologică

### Cărbune și evaporite
Cărbunele este adesea considerat un indicator al climatului umed, deoarece formarea acestuia necesită atât materie vegetală, cât și condiții umede. Progresia depozitelor de cărbune spre poli, în timp, sugerează că regiunile cu precipitații maxime s-au deplasat de la ecuator. Totuși, utilizarea cărbunelui ca indicator climatic al precipitațiilor trebuie abordată cu prudență de către geologi, deoarece formarea sa depinde și de alți factori, nu doar de cantitatea de precipitații. De exemplu, în condiții de evaporare semnificativă, se formează evaporite, ceea ce indică un climat arid.

### Loess
Loessul, sau praful purtat de vânt, poate fi utilizat ca indicator al modelelor de circulație atmosferică din trecut. Fără influența musonului, vânturile de suprafață de pe glob ar fi fost în principal zonale și din est. Cu toate acestea, înregistrările geologice sugerează că vânturile au avut un model meridional transecuatorial, iar vestul Pangeei a cunoscut un flux vestic în timpul vârfului megamusonului.

### Dovezi paleontologice
Fosilele din epoca Pangeei susțin afirmația că circulația puternic musonică a dominat clima supercontinentului. De exemplu, inelele arborilor (numite și inele de creștere) oferă dovezi convingătoare ale schimbărilor distincte în tiparele climatice anuale. Copacii crescuți în zone fără sezonalitate nu prezintă inele, în timp ce lemnul fosilizat din regiunile de coastă de latitudine medie ale Pangeei arată clar prezența inelelor. Alte paleoflore sugerează că o parte semnificativă a anului a fost dominată de un sezon cald și umed, având frunze mari, netede, cu cuticule subțiri și o distribuție simetrică a stomatelor⁠(d), precum și specii de ferigi tropicale.
Atât nevertebratele, cât și vertebratele care au existat pe Pangeea oferă dovezi suplimentare ale sezonalității. De exemplu, cochiliile bivalvelor unionide prezintă modele uniforme de benzi. Aceste organisme acvatice necesitau lacuri puțin adânci și bogate în oxigen pentru a se dezvolta. În timpul verii, când precipitațiile erau persistente, ele respirau aerob și precipitau carbonat de calciu pentru a-și construi cochiliile. În contrast, iarna, când precipitațiile încetau, mediile acvatice se uscau, iar bivalvele consumau oxigenul din mediu și trebuiau să recurgă la respirație anaerobă. Aceasta producea deșeuri acide, care reacționau cu cochilia de carbonat de calciu, creând un inel mai întunecat și marcând prezența unui sezon uscat distinct. Cu revenirea ploilor de vară, respirația aerobă era restabilită și carbonatul de calciu era din nou produs. Astfel, tranziția de la iernile secetoase la verile ploioase este înregistrată în modelele alternante de benzi deschise și închise pe cochiliile bivalvelor unionide.
Modelele de săpare ale dipnoilor sunt, de asemenea, corelate cu creșterea și scăderea nivelului apei. Nivelul apei ar fi crescut în timpul sezonului ploios și ar fi scăzut rapid pe măsură ce vânturile schimbau direcția și deviau umezeala, inițiind astfel sezonul uscat. Alte dovezi ale sezonalității pot fi observate în carcasele fosilizate ale altor organisme vertebrate, care prezintă semne de uscare semnificativă ce ar fi avut loc în timpul iernii, înainte de a fi îngropate și conservate de torentul noroios rezultat dintr-o perioadă ploioasă persistentă.

## Evoluție

### Carbonifer
În cea mai mare parte a Carboniferului, tropicele au experimentat condiții umede, în timp ce latitudinile înalte ale Gondwanei erau acoperite de ghețari. Cu toate acestea, primele semne ale deplasării umidității spre poli au apărut la sfârșitul Carboniferului. Geologii au urmărit regiunile de acumulare a cărbunelui din trecut, observând că acesta a început să se depună mai departe de ecuator, ceea ce indică o schimbare a tiparelor de precipitații de la tropice spre latitudini mai înalte. Totuși, distribuția masei terestre a rămas concentrată în emisfera sudică, iar fluxul atmosferic a rămas în mare parte zonal, ceea ce sugerează că circulația musonică nu a început încă să domine modelul climatic.

### Permian
Până în Permian, circulația musonică devine evidentă în litologie. Vânturi cu o componentă vestică (indicând musonul de vară sau sezonul umed) sunt observate în Permianul timpuriu. Continentele continuă să se deplaseze spre nord, ceea ce face ca masa terestră să devină mai uniform distribuită pe ecuator, iar megamusonul să se intensifice.
Progresia Gondwanei spre nord a influențat și deglaciațiunea sa treptată. Modelele climatice sugerează că sistemele de joasă presiune s-au consolidat pe măsură ce acoperirea planetară cu gheață a scăzut, accentuând efectul musonului. Acest fenomen a amplificat ariditatea tropicelor. Prin urmare, se sugerează că modelele glaciare-interglaciare au avut un impact semnificativ asupra circulației musonice din Pangeea. De asemenea, modelele indică o creștere substanțială a nivelului de dioxid de carbon la nivel global între epocile Carbonifer și Permian, ceea ce a dus la creșterea temperaturilor.

### Triasic
În timpul Triasicului, megamusonul a atins o intensitate maximă, se crede că acest lucru se datorează faptului că supercontinentul a atins cea mai mare suprafață în această perioadă, prin adăugarea finală a Siberiei și a cratoanelor din nordul și sudul Chinei. Masa terestră a fost distribuită aproape uniform între emisfera nordică și cea sudică, fiind aproape perfect divizată de ecuator și întinzându-se de la 85°N până la 90°S.
Creșterea suprafeței Pangeei, împreună cu distribuția echitabilă a masei terestre între emisfere, a maximizat încălzirea de suprafață în timpul verii. Cu cât încălzirea de suprafață a fost mai intensă, cu atât convecția atmosferică a fost mai extremă. Prin intensificarea mișcării ascendente, presiunea centrală a depresiunii de suprafață din timpul verii a scăzut, ceea ce a crescut gradientul de presiune emisferic și a amplificat fluxul transversal ecuatorial.
În plus, planeta a experimentat un climat de seră în timpul Triasicului, ceea ce a dus la continente complet lipsite de gheață, inclusiv în regiunile polare. Perioadele interglaciare sunt bine corelate cu o intensificare a circulației musonice. Înregistrările geologice indică o componentă vestică a direcției vântului pe parcursul acestei perioade, iar cele mai multe dovezi paleontologice provin din acest interval.

### Jurasic
La începutul Jurasicului, supercontinentul a continuat să se deplaseze spre nord, iar coastele de-a lungul Oceanului Tethys au devenit în mod constant mai umede. Circulația musonică a început să slăbească în această perioadă, pe măsură ce continentele s-au îndepărtat. Înregistrările geologice indică faptul că fluxul atmosferic la scară largă a revenit treptat la un model predominant zonal, ceea ce a dus la modele climatice mai puțin extreme pe continente.

## Simulări de modele
În prezent, prezența megamusonului din Pangeea este acceptată de majoritatea comunității paleoclimatice. Există dovezi considerabile, atât în înregistrările geologice, cât și în simulările de modele, care susțin existența sa. Cu toate acestea, persistă incertitudini semnificative, în special în ceea ce privește modelarea. Una dintre cele mai mari necunoscute cu care se confruntă paleoclimatologii este impactul Munților Centrali ai Pangeei. Simulările sugerează că, în absența acestui lanț muntos, circulația musonică ar fi fost considerabil slăbită.
Munții erau situați la nord de Oceanul Tethys și au rezultat din deplasarea spre nord și subducția plăcii paleo-Tethys. Cu toate acestea, înălțimea acestor munți nu a fost încă cuantificată, iar oamenii de știință consideră că estimarea înălțimii lor este de o „importanță capitală”. Lanțurile muntoase extrem de înalte (comparabile cu Himalaya) ar fi amplificat circulația atmosferică, ar fi intensificat sistemul de joasă presiune, ar fi accelerat transportul umezelii către coaste și ar fi indus un efect de umbră pluviometrică, promovând ariditatea pe partea de sub vânt a lanțului.
Studiile continuă să examineze impactul ciclurilor orbitale asupra circulației musonice. Se pare că musonul din timpul Triasicului târziu a fost influențat de ciclurile Milankovitch pe o perioadă de cel puțin 22 de milioane de ani. Excentricitatea orbitală pare să fi avut un impact semnificativ asupra ciclurilor de precipitații, însă sunt necesare cercetări suplimentare pentru a înțelege mai bine această corelație.
Specialiștii în modelarea climei încearcă să înțeleagă și să țină cont de circulațiile apelor de suprafață și de adâncime din Oceanul Panthalasic. Transportul de căldură rezultat din aceste circulații modifică semnificativ musonul simulat; prin urmare, o reprezentare exactă a acestora este crucială. Cercetările în desfășurare vor oferi, în cele din urmă, oamenilor de știință o înțelegere mult mai completă a evoluției și comportamentului megamusonului care a dominat clima Pangeei.